# 朱房北站
朱房北站（工程名小营西路站）是一个位于中国北京市海淀区清河街道小营西路与朱房北一街交叉口东侧，属于北京地铁昌平线的地铁车站，于2024年12月15日跟随昌平线南延剩余段同步启用。

## 位置
朱房北站位于小营西路与朱房北一街交叉口东侧。车站呈东西向布置。

## 车站结构
| 地面 |                    | 出入口                           |  |  |
| B1层 | 站厅               | 客服中心、自动售票机、进出站闸机 |  |  |
| B2层 |                    | █ 昌平线 往昌平西山口（清河站）  |  |  |
|      | 岛式站台，左侧开门 |                                  |  |  |
|      |                    | █ 昌平线 往蓟门桥（清河小营桥）  |  |  |

### 出入口
朱房北站设有3个出入口（A、C、D）。B出入口因涉及金领时代写字楼占地问题，将预留远期实施条件。
|                       |          |                                               |      |            |
| 编号                  | 指示     | 建议前往的目的地                              | 图片 | 无障碍设施 |
| 出口 · A · 升降机标志 | 小营西路 | 清上园                                        |      |            |
| 出口 · C              | 小营西路 | 橡树湾一期、华润·万橡府、清河燕清体育文化公园 |      | 不適用     |
| 出口 · D · 升降机标志 | 小营西路 | 橡树湾二期                                    |      |            |
| 註： 設有             |          |                                               |      |            |

## 车站艺术
本站站厅付费区墙面装饰有名为《邻里》的公共艺术作品。

## 历史
2019年3月，确定增设小营西路站。
2021年7月19日，北京市规划和自然资源委员会公布的昌平线南段各站命名预案中，本站称朱房北站。
2022年6月，本站定名为朱房北站。
本站在昌平线清河站-西土城段2023年2月4日开通时将无法启用，列车均不停靠通过本站。
2024年5月8日，朱房北站单位工程通过验收。9月25日，朱房北站消防验收未通过。11月26日，朱房北站通过消防验收。
2024年12月15日，朱房北站开通运营。

## 名称来源
朱房北站，得名于南边的“朱房村”，相传明代时曾是专为宫廷养猪的场所。明万历年间《明会典》载：“清河猪房现养花猪、黑猪，照旧听光禄寺取用”。明代光禄寺，主要掌管祭享、宴劳、酒醴、膳差之事。大约在崇祯年间猪房被取消，而附近逐渐形成的村落称“猪房”，清末时谐音变为“朱房”。